# Ludwig II. (Saluzzo)

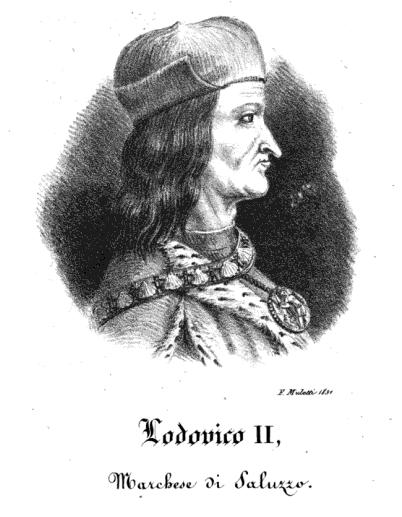
Ludovico II. del Vasto, Markgraf von Saluzzo, von Delfino Muletti (1755–1808) nach dem Porträt auf den Münzen des Markgrafen

Ludwig II. von Saluzzo (it. Ludovico II. del Vasto, * 23. März 1438 in Saluzzo; † 27. Januar 1504 in Genua) war piemontesischer Adliger, Markgraf von Saluzzo von 1475 bis 1504 und ein erklärter Gegner des Herzogs Karl I. von Savoyen.

## Biographie

### Markgraf von Saluzzo
Ludwig II. von Saluzzo ist ein Sohn von Ludwig I. von Saluzzo und Isabella Palaiologo de Monferrato (1419–1475). Er war Graf von Carmagnola bis sein Vater am 8. April 1475 starb und er ihm als Markgraf von Saluzzo folgte.
Die vorsichtige väterliche Neutralitätspolitik wurde von ihm 1478 mit einem kostspieligen Feldzug gegen Karl I. von Savoyen aufgegeben – für die Markgrafschaft begann die Zeit des Niedergangs. Zwischen 1478 und März 1490 wurde Saluzzo zeitweise von Savoyen annektiert. Nach dem Tod Karls I. wurde die Markgrafschaft Ludwig II. zurückgegeben, aber ihre Bedeutung war verloren gegangen. Ludwig lebte in dieser Zeit als Condottiere und richtete 1480 als Mäzen die Münzanstalt von Carmagnola ein, in der Golddukaten mit seinem Bildnis geprägt wurden.

### Militär
Aufgrund seiner Nähe zu Frankreich wurde er 1487 zum Gouverneur der Provence ernannt und war Ende Oktober 1489 noch im Amt. Ein halbes Jahr später erhielt er seine Markgrafschaft zurück.
Den Rest seines Lebens engagierte er sich in den Anfängen der Italienischen Kriege. 1495, als der französische König Karl VIII. in Italien einfiel, schloss er sich ihm an, und kämpfte mit ihm am 6. Juli in der Schlacht bei Fornovo. Als Ludwig XII. das Herzogtum Mailand angriff und eroberte (1499), folgte Ludwig II. von Saluzzo ihm, im Jahr darauf wurde er zum Gouverneur von Asti ernannt und in den Ordre de Saint-Michel aufgenommen. Danach wurde in den Konflikt mit Spanien um das Königreich Neapel hineingezogen, der 1503 zu seiner Ernennung zum französischen Vizekönig von Neapel führte. Die Ausgaben durch diese beiden Kriege ließen Saluzzo jedoch am Abgrund zurück und gefährdeten alle Versuche einer wirtschaftlichen Erholung.

### Ehe und Familie
Ludwig II. heiratete 1481 in erster Ehe seine Cousine Giovanna Palaiologa di Monferrato, Tochter von Markgraf Wilhelm VIII. von Monferrat und Elisabeth Sforza, die 1490 starb und ihm eine Tochter, Margarete, hinterließ. 1492 heiratete er in zweiter Ehe Marguerite de Foix-Candale (1473–1536), Tochter von Jean IV. de Foix-Grailly und Margarete Kerdeston, die Schwester von Gaston II. de Foix-Candale. Das Paar bekam fünf Söhne:
- Michael Anton Ludwig (1495–1528), 1504 Markgraf von Saluzzo
- Johann Ludwig  (1496–1563), 1528 Markgraf von Saluzzo, vertrieben und abgesetzt
- Franz (1498–1539), 1529 Markgraf von Saluzzo, 1537 abgesetzt
- Adrian (1499–1501)
- Gabriel (1501–1548), 1537–1543 letzter Markgraf von Saluzzo, vertrieben und gefangen

Der Lieblingssitz von Ludwig und Marguerite war die Burg von Revello. Ludwig II. starb am 27. Januar 1504 in Genua, sein minderjähriger ältester Sohn folgte ihm als Markgraf, die Regentschaft übernahm seine Witwe Marguerite de Foix-Candale, die sie bis 1526 ausübte. Er wurde in der Kirche San Giovanni in Saluzzo bestattet.

## Bauwerke
Von ihm sind zwei Bauwerke bekannt:
- der Dom Maria Vergine Assunta von Saluzzo (1491–1501)
- der Tunnel Buco di Viso (1479–1480), ein Frankreich und Italien verbindender, circa 75 m langer Tunnel in den Cottischen Alpen; er gilt als der älteste Verkehrstunnel der Alpen.